# Manoao colensoi
Manoao colensoi är en barrträdart som först beskrevs av William Jackson Hooker, och fick sitt nu gällande namn av Brian Peter John Molloy. Manoao colensoi ingår i släktet Manoao och familjen Podocarpaceae. IUCN kategoriserar arten globalt som livskraftig. Inga underarter finns listade i Catalogue of Life.

## Bildgalleri

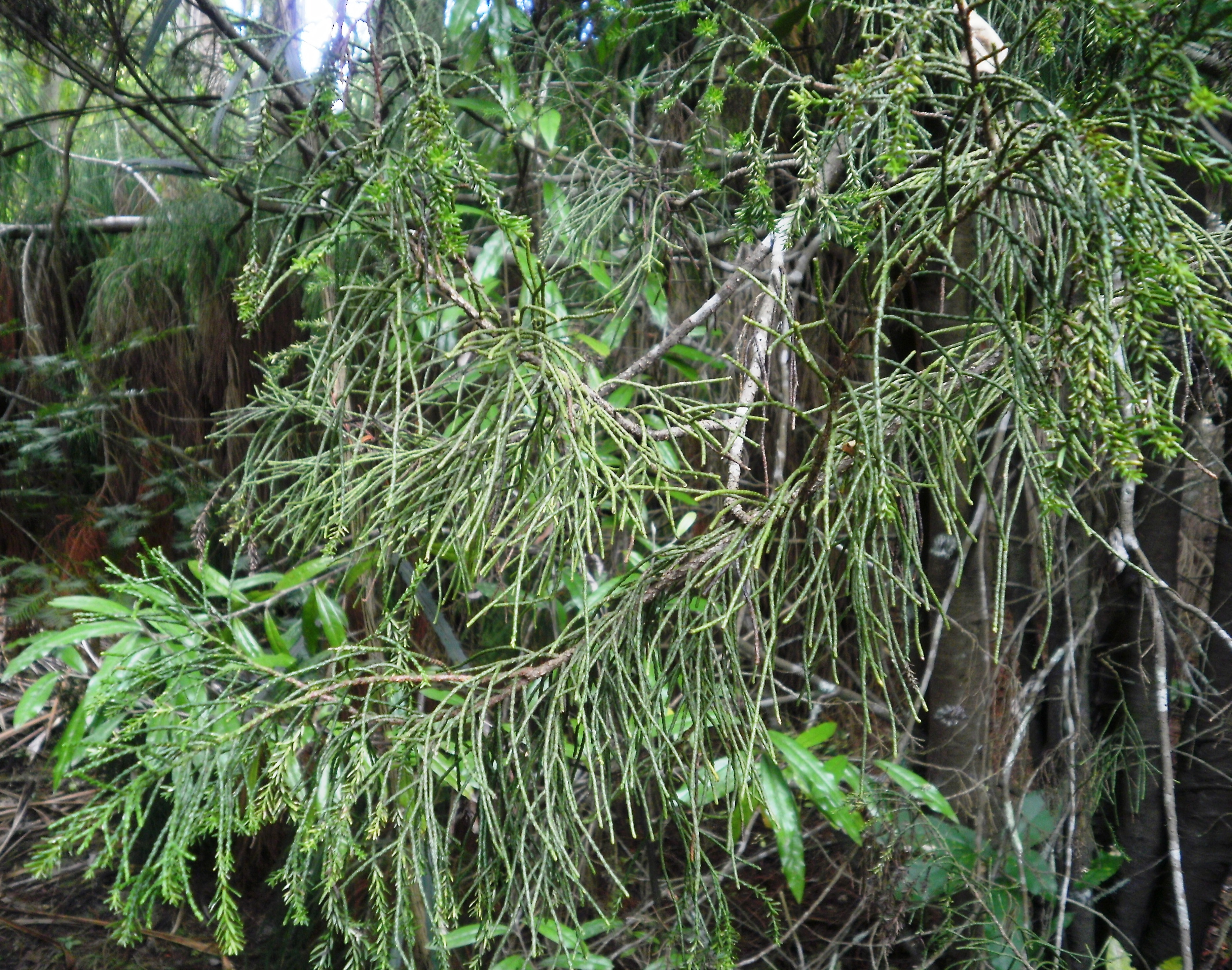